# Landengte van Korinthe

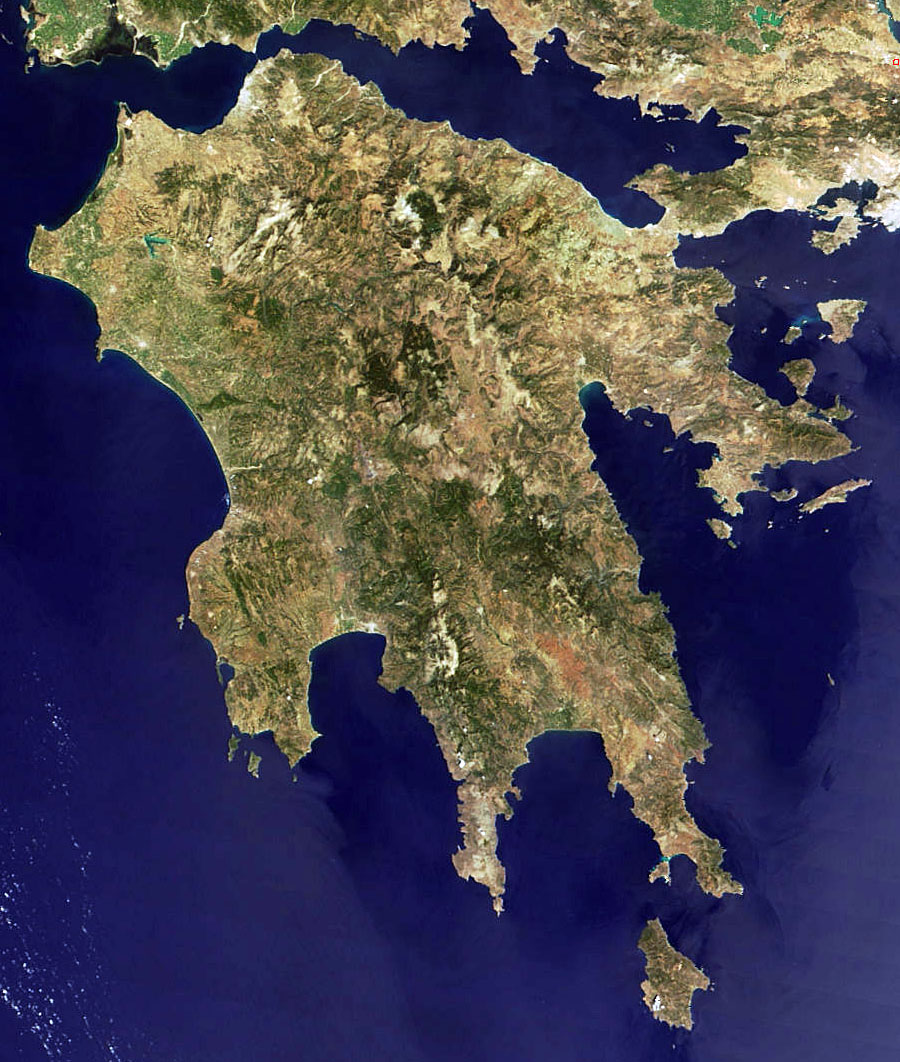
De landengte gezien vanuit de ruimte, de landengte ligt rechtsboven.

De Landengte van Korinthe of Isthmus is een landengte nabij de stad Korinthe die de Peloponnesos met het vasteland van Griekenland verbindt. De landengte is op het smalste punt slechts 6,5 km breed.
Westelijk van de landengte ligt de Golf van Korinthe, oostelijk de Golf van Egina. 
Schepen die van Attica naar de Golf van Korinthe wilden varen, moesten de omweg om de Peloponnesos maken. Die was niet alleen lang, maar ook gevaarlijk. Veel schepen leden schipbreuk op de rotsachtige kusten van de drie kapen in het zuiden van het schiereiland. Al in de oudheid had men bedacht dat een kanaal door de landengte dit probleem zou oplossen. 
Historische bronnen vermelden dat de Korinthische tiran Periander in de zevende eeuw v.Chr. de eerste was die concrete pogingen ondernam om de landengte te doorsnijden. Dit strandde door technische problemen. In plaats daarvan werd een overtoom gemaakt, in het Grieks diolkos genaamd. De diolkos lag tussen de plaatsen Poseidonia (een buitenwijk van Korinthe, waar nog resten van de overhaal te zien zijn), zuidelijk van het tegenwoordige kanaal in het westen en Schinous in het oosten, noordelijk van het kanaal. Ook in de Romeinse Tijd werden door Julius Caesar en Tiberius pogingen gedaan de landengte te doorgraven. Het duurde nog tot 1893 voor het Kanaal van Korinthe daadwerkelijk gerealiseerd werd.
Vanaf 408 trachtte Theodosius II de landengte afsluitbaar te maken met een muur, de Hexamilion, die met tussenpozen tot de verovering van het despotaat Morea in 1460 van belang zou blijven.